# Lords of the Fallen
Lords of the Fallen — компьютерная игра в жанре RPG, разработанная немецкой компанией Deck13 Interactive и польской компанией City Interactive в 2014 году.

## Описание
Действие игры разворачивается в выдуманном мире, где боги подвели человечество. Игрок выступит в роли человека по имени Харкин, который отправляется в путешествие, чтобы противостоять неудержимой сверхъестественной силе. При этом игроки будут принимать решения, которые изменят как игровой мир, так и самого персонажа, тем самым оказывая существенное влияние на историю.

## Геймплей
Прохождение Lords of the Fallen состоит из планомерного уничтожения боссов, прокачки главного героя и улучшения снаряжения. Убийство врагов даёт опыт и уникальное оружие. Опыт допустимо тратить на совершенствование боевых характеристик протагониста или заклинания. Когда герой умирает, на месте смерти остаётся призрак. Если за ним вернуться, накопленный опыт сохраняется. Повторная смерть обнуляет опыт.
Кроме основного сюжета есть побочные задания, связанные с истреблением какого-либо врага или поиском предмета. Выполнение таких заданий позволяет получить снаряжение и дополнительный опыт, а также проливает свет на историю представленного в игре мира.
В Lords of the Fallen представлено большое количество оружия и видов брони. Кроме классических топоров, мечей и кинжалов, в игре есть боевые кастеты, посохи, косы, запястные клинки и т. д. Есть возможность снарядить героя как тяжеловеса с надёжной броней и мощным оружием или как быстрого воина с лёгкой броней и двумя короткими мечами.

## Сюжет
Давным-давно сурово правивший людьми бог Адыр был побеждён тремя героями — разбойником, монахом и воином, которые затем обрели статус полубогов и стали известны как Судьи. В этом мире все грехи являются преступлениями, несмотря на их размер и характер. Главным героем выступает осуждённый преступник Харкин, чьи грехи отобразились на его лице в виде рун.
Харкина выпускает из тюрьмы монах Касло чтобы остановить вторжение демонов рогаров в монастыре у гор Рука Бога. На своём пути герой сталкивается с рогарскими лордами — могучими созданиями, которые по воле Адыра вторгаются в этот мир из неизвестного пространства. Заручившись помощью путешественницы Йетки, ему удаётся найти местонахождение Пути — портала в мир рогаров и бывшего храма Адыра, которого Судьи отправили в другое измерение и запечатали в монастыре.
В ходе своих скитаний герой встречает бессмертное создание Ремесленника, у которого рогары украли Кристалл Путешествий. Харкин возвращает артефакт и останавливает вторжение, после чего возвращается в монастырь. Но потомок одного из трёх судей и командир человеческого войска Антанас просит убить сумевшего возродиться Адыра. Главный герой подозревает Антанаса в злых намерениях, а также сражается с чудовищем неизвестного происхождения.
В мире рогаров Харкин входит в Зал Лжи и находит дорогу к странному демону, которого Йетка считает связанным с её семьёй. Игрок волен убить демона или позволить девушке уйти с ним. После боя с последним лордом происходит встреча с Адыром, который говорит о необходимости богов для сохранения порядка и как пример человеческих неудач показывает превращение Антанаса в монстра из-за принятого зелья. Адыр даёт герою особую руну, с помощью которой можно восстановить силы бога. Вернувшись в монастырь Харкин сталкивается с несколькими монстрами, что подтвердило версию об опытах Антанаса над монахами с целью создать идеальных борцов с рогарами.
Люди Антанаса атакуют героя, которого считают предателем из-за того, что тот не стал убивать Адыра. В ходе боя с Антанасом он узнает, что в ходе мутации тот убил пытавшегося остановить трансформацию Касло. После убийства Антанаса перед игроком встаёт выбор: воскресить Адыра, убить Адыра или отдать руну Ремесленнику (нейтральная концовка).

## Отзывы и продажи

### Отзывы
| Сводный рейтинг       | Сводный рейтинг                                                            |
| Агрегатор             | Оценка                                                                     |
| --------------------- | -------------------------------------------------------------------------- |
| GameRankings          | 71,27 % (XONE) 68,97 % (PS4) 68,95 % (PC)                                  |
| Metacritic            | 75/100 (PC, 66 обзоров 77/100 (Xbox X/S, 7 обзоров 70/100 (PS5, 48 обзоров |
| Русскоязычные издания |                                                                            |
| Издание               | Оценка                                                                     |
| PlayGround.ru         | 7/10                                                                       |
| Riot Pixels           | 75 %                                                                       |

Игра получила преимущественно положительные отзывы на платформах PC и Xbox Series X/S и смешанные отзывы на платформе PS5. На сайте-агрегаторе Metacritic средняя оценка игры составляет 75 из 100 на основе 66 обзоров для платформы PC и 77 из 100 на основе 7 обзоров для платформы Xbox Series X/S. На платформе PS5 средняя оценка игры составляет 70 из 100 на основе 48 обзоров.

### Продажи
К маю 2015 года было продано более 900 000 копий игры. Летом 2018 года, благодаря уязвимости в защите Steam Web API, стало известно, что точное количество пользователей сервиса Steam, которые играли в игру хотя бы один раз, составляет 742 534 человека.

## Продолжение
18 декабря 2014 г. было объявлено о разработке игры Lords of the Fallen 2 студией CI Games, выход был намечен на 2017 г. Создавшая первую часть Deck13 Interactive не принимала участия в создании продолжения, сконцентрировавшись на разработке The Surge, являвшейся духовным наследником Lords of the Fallen из-за многочисленных схожестей в игровом процессе..